# Болейн-Граунд
Боле́йн Гра́унд (англ. Boleyn Ground), також відомий як А́птон Парк (англ. Upton Park) — колишній футбольний стадіон у східній частині Лондона, Англія. Був домашньою ареною клубу «Вест Гем Юнайтед». Знесений протягом 2016–2017 років. Свою назву отримав з історичних міркувань: свого часу на цій місцевості був замок Анни Болейн.
Трибуни стадіону мали свої унікальні імена: Сера Тревора Брукінга (англ. The Sir Trevor Brooking Stand; північна), Боббі Мура (англ. The Bobby Moore Stand; південна), Західна (англ. West Stand) і Східна (англ. The East Stand). Західна трибуна вважалась найбільшою стадіонною трибуною в Лондоні. У ній був готель «Вест Гем Готель».
У серпні 1944 року під час бомбардувань Лондона, на стадіон впала одна з ракет Фау-1. Це призвело до того, що «Вест Гем» грав свої матчі на виїзді, але це не впливало на результат. Проте, після повернення на стадіон у грудні того ж року, «молоти» програли «Тоттенгему». Рекорд відвідуваності був встановлений 17 жовтня 1970 у матчі чемпіонату проти тих самих «шпор», і склав 42 322 вболівальника.